# نجات‌یافتگان کشتی شانسلور
نجات یافتگان کشتی شانسلور: خاطرات روزانه مسافر جی.ر. کازالون با نام دیگر کشتی شکستگان (به انگلیسی: The Survivors of the Chancellor و به فرانسوی،  Le Chancellor: Journal du passager J. -R. Kazallon) یکی از آثار ژول ورن، نویسنده داستان‌های علمی و تخیلی است که در سال ۱۸۷۵ چاپ شده‌است.
این کتاب به شرح حوادث آخرین سفردریایی کشتی اقیانوس‌پیمای بادبانی شانسلور از یادداشت‌های روزانه یکی از مسافرین می‌پردازد. این کشتی با یک محموله سنگین به همراه هشت مسافر و ۲۰ خدمه از کارولینای جنوبی به مقصد انگلستان حرکت می‌کند که در میانه اقیانوس، پس از رهایی از طوفان، دچار آتش‌سوزی و انفجار می‌شود، اما یازده نفر از سرنشینان آن به کمک قایق کوچک، پس از پشت‌سر گذاشتن حوادث و سختی‌های بسیار، به‌گونه‌ای حیرت‌انگیز نجات می‌یابند.

## شخصیت‌های داستان
کشتی شانسلور در آغاز سفر هشت مسافر و ۲۰ خدمه داشت که در پایان فقط یازده نفر از سرنشینان آن (پنج نفر مسافر و شش نفر خدمه) زنده ماندند.

### مسافرین
- J.R. Kazallon: راوی و یکی از بازماندگان
- آقای Kear: یک آمریکایی ساکن بوفالو، نیویورک، مرد ثروتمند و متکبری است که حدود ۵۰ سال سن دارد و در صنعت نفت فعالیت دارد. پس از مرگ همسرش بر اثر تب، او در شب ۵ دسامبر به همراه ناخدای کشتی و دو نفر از خدمه با دزدیدن قایق نجات از شانسلور فرار می‌کند و دوباره هیچ‌گاه دیده نشد (احتمال مرگ او با توجه به طوفانی بودن اقیانوس در صبح روز بعد وجود دارد).
- خانم Kear: همسر آقای Kear، بر اثر تب فوت نمود.
- خانم Herbey: پیشخدمت خانم و آقای Kear و یکی از بازماندگان
- آقای M. Letourneur: پدر آندره و یکی از بازماندگان
- Andre Letourneur: پسر علیل آقای لوترنر و یکی از بازماندگان
- William Falsten: مهندس انگلیسی ۴۵ ساله از منچستر که بیشتر وقت خود را صرف محاسبات مکانیکی می‌کند. یکی از ۱۱ بازمانده
- John Ruby: یک تاجر ولزی که اصالت کاردیفی دارد و در زندگی فقط به دنبال سود هست. شخصی هست که بشکه حاوی ۳۰ پوند محموله خطرناک پیکرات پتاسیم را به صورت مخفیانه وارد کشتی کرده است. پس از اطلاع از آتش‌سوزی کشتی و احتمال انفجار پیکرات پتاسیم، سلامت عقلی خودش را از دست داد و بعد از سقوط به مخزن در حال سوخت کشته شد.

### خدمه
- John Silas Huntly: ناخدای کشتی، مردی ۵۰ ساله و سست اراده، در تاریخ ۲۳ اکتبر پس از ناموفق بودن در مهار آتش‌سوزی کشتی از سمت ناخدایی کشتی استعفا داد. او در شب ۵ دسامبر به همراه آقای Kear و دو نفر از خدمه با دزدیدن قایق نجات از شانسلور فرار می‌کند و دوباره هیچ‌گاه دیده نشد (احتمال مرگ او با توجه به طوفانی بودن اقیانوس در صبح روز بعد وجود دارد).
- Robert Curtis: ناخدا دوم کشتی، در تاریخ ۲۳ اکتبر ناخدا هانتلی پس از ناموفق بودن در مهار آتش‌سوزی کشتی وی را جایگزین خودش نمود. او در طول داستان به عنوان رهبر گروه عمل می‌کند و در آخر نیز جزء بازماندگان بود.
- Lt. Walter: کمک ناخدا، بر اثر بیماری سل مرد.
- Hobart: سکان دار کشتی، کسی که از دید راوی سالم‌ترین فرد بر روی قایق پس از غرق شدن کشتی هست و سرانجام لو می‌رود که در شرایط گرسنگی مفرط همراهان، مقداری مواد غذایی را از دیگران مخفی کرده است. روز بعد او خودکشی کرد و جسد وی توسط تعدادی از ملوانان خورده شد.

## شرح زمانی حوادث مهم داستان

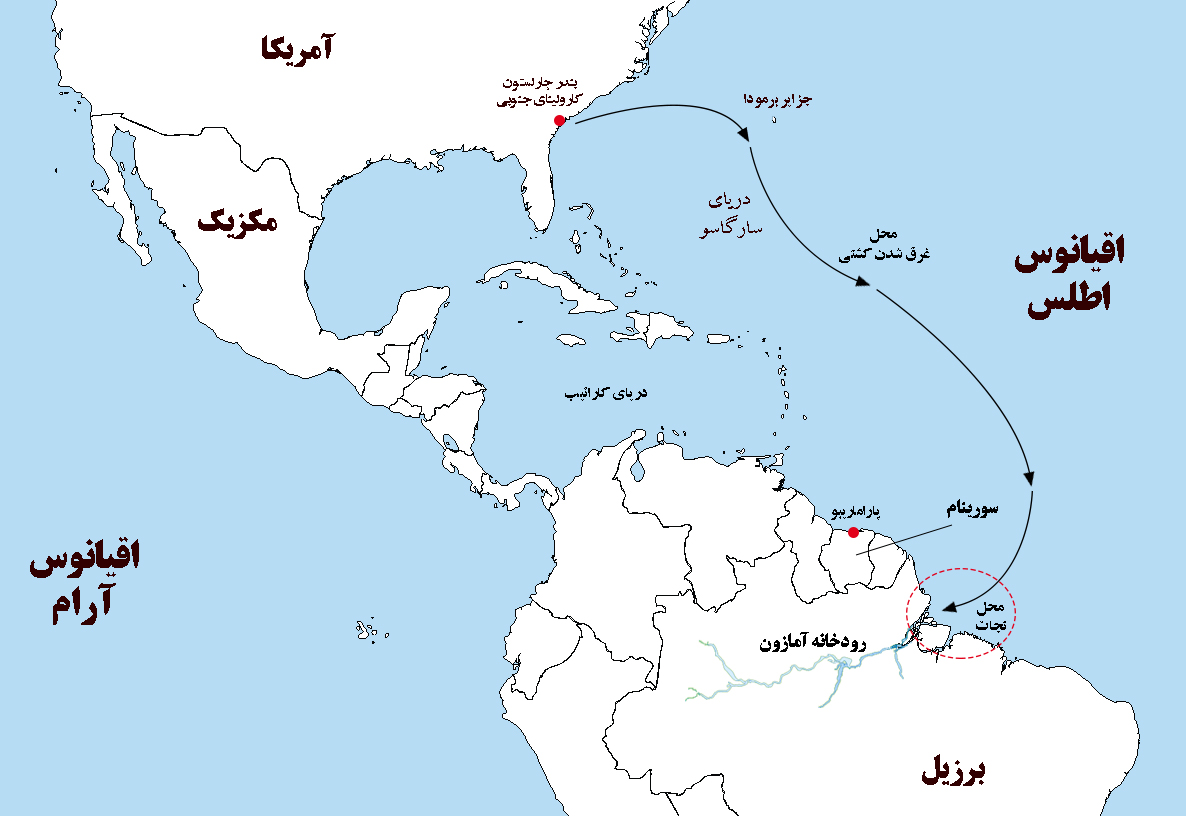
شرح وقایع کشتی شانسلور

خدمه و مسافران کشتی شانسلور حدود چهار ماه از ۲۷ سپتامبر ۱۸۶۹ تا ۲۷ ژانویه ۱۸۷۰ (یعنی سه روز آخر سپتامبر، اکتبر، نوامبر، دسامبر و ۲۷ روز از ژانویه) بر روی دریا سرگردان بودند.
وقایع بر روی کشتی شانسلور قبل از غرق شدن (از ۲۷ سپتامبر تا ۷ دسامبر ۱۸۶۹–۷۱ روز)
- ۲۷ سپتامبر: در ساعت ۳ بعد از ظهر، کشتی شانسلور بندر چارلستون در کارولینای جنوبی را با ۸ مسافر، ۲۰ خدمه و ۱۷۰۰ بسته پنبه ترک کرد.
- ۷ اکتبر: کشتی شانسلور به نزدیکی سواحل برمودا رسید.
- ۱۱ اکتبر: کشتی شانسلور وارد دریای سارگاسو شد.
- ۱۴ اکتبر: در اوایل صبح خدمه متوجه آتش‌سوزی در انبار کالای کشتی شدند. این خبر از مسافرین مخفی نگه داشته شد.
- ۲۱ اکتبر: کازالون، مهندس فالستن، ناخدا دوم رابرت کورتیس متوجه شدند که رابی بشکه‌ای حاوی پیکرات پتاسیم را مخفیانه وارد انبار کشتی کرده است. بعد از فریادهای «آتش، آتش» رابی، همه مسافرین از آتش‌سوزی کشتی باخبر شدند.
- ۲۳ اکتبر: ناخدا هانتلی از سمتش کناره‌گیری کرد و ناخدا دوم جایگزین او شد.
- ۲۹ اکتبر: شعله‌های آتش عرشه کشتی را فرا گرفت. مدتی قبل از نیمه شب، کشتی بر اثر امواج اقیانوس با یک صخره نامعلوم برخورد کرد. جان رابی با سقوط به انبار شعله‌ور شده مرد.
- ۳۰ اکتبر: امواج اقیانوس از طریق بخش‌های شکسته شده کشتی وارد انبار شده و آتش را خاموش می‌کند. تعمیر کشتی شروع می‌شود.
- ۳۱ اکتبر: آندره لوترنر نام صخره کشف شده جدید را "Ham Rock" گذاشت.
- ۶ نوامبر: آتش‌سوزی انبار کالا خاتمه یافت.
- ۸ نوامبر: در تلاش مشترک، خدمه و مسافران شروع به تخلیه پنبه به اقیانوس می‌کنند.
- ۲۰ نوامبر: تعمیر کشتی کامل شد.
- ۲۴ نوامبر: کشتی صخره «هام راک» را ترک می‌کند
- ۳۰ نوامبر: در حدود ساعت ۲ صبح یکی از خدمه نفوذ آب به کشتی را گزارش می‌دهد. سطح آب حوالی غروب به سه فوت (پا) می‌رسد.
- ۱ دسامبر: سطح آب به پنج فوت (پا) می‌رسد.
- ۳ دسامبر: سطح آب به شش فوت (پا) می‌رسد.
- ۴ دسامبر: شانسلور در حال غرق شدن است به‌طوری‌که عرشه حدود دو پا زیر آب فرورفته است. ناخدا کورتیس، تصمیم می‌گیرد که کشتی را ترک کنند. ساخت و ساز بر روی یک قایق آغاز می‌شود.
- ۵ دسامبر: کشتی در موقعیت ۱۶ درجه شمالی قرار دارد و حدود ۳/۴ از آن زیر آب رفته‌است.
- ۶ دسامبر: ساعت ۸ صبح خدمه و مسافرین متوجه می‌شوند که در شب ۵ دسامبر ناخدا هانتلی و آقای Kear به همراه دو نفر از خدمه با دزدیدن قایق از شانسلور فرار کرده‌اند. آن‌ها دوباره هیچ‌گاه دیده نشدند (احتمال مرگ آن‌ها با توجه به طوفانی بودن اقیانوس در صبح روز بعد وجود دارد). خانم Kear پس از سه روز تحمل تب، گرسنگی و ضعف می‌میرد.
- ۷ دسامبر: ساخت قایق دوم کامل می‌شود. در ساعت ۷ صبح دو ملوان و یک کارآموز پس از سقوط به دریای طوفانی غرق می‌شوند. شانسلور پس از ۷۰ روز (به عبارت دقیق تر ۷۱ روز) غرق می‌شود. قایق به آب انداخته می‌شود و بازماندگان به آن نقل مکان می‌کنند.

وقایع بر روی قایق بعد از غرق شدن کشتی (از ۷ دسامبر تا ۲۷ ژانویه ۱۸۷۰–۵۱ روز)
- ۷ دسامبر: موقعیت جغرافیایی غرق شدن کشتی ۶۵۰ مایلی شمال شرقی پاراماریبو در سورینام تخمین زده شد.
- ۱۷ دسامبر: در اطراف قایق کوسه‌هایی دیده شد.
- ۲۲ دسامبر: یک طوفان قدرتمند، تمام ذخایر آب و دو بشکه گوشت و ماهی را از بین می‌برد. در حدود ساعت سه صبح، دو ملوان (آستین و اورودی) بر اثر طوفان کشته می‌شوند.
- ۱ ژانویه: آخرین ذخایر غذایی به اتمام می‌رسد.
- ۵ ژانویه: در ساعت شش صبح، چند ملوان مست به سرکردگی اوون، بوتسوین و داول با کورتیس و بعضی از مسافران درگیر می‌شوند. شورش ملوانان با اصابت تیشه کورتیس به سینه ویلسون و مرگ وی سرکوب می‌شود.
- ۷ ژانویه: عصر این روز ستوان والتر بر اثر ابتلا به بیماری سل می‌میرد.
- ۸ ژانویه: قبل از روشن شدن هوا، کازالون و ناخدا کورتیس در حین انداختن جنازه ستوان والتر به دریا متوجه می‌شوند که پای راستش قطع شده است. کازالون بعدها پی می‌برد که بوتسوین از آن به عنوان طعمه برای شکار ماهیان استفاده می‌کند.
- ۱۱ ژانویه: ملوان اوون بعد از مخفیانه نوشیدن از بشکه جدید آب شیرین، بر اثر مسمومیت با اکسید مس می‌میرد.
- ۱۳ یا ۱۴ ژانویه: در حدود ساعت ۱۱ صبح، یک کشتی در فاصله حدود ۱۲ مایلی قایق دیده می‌شود. علی‌رغم علامت دادن با آتش، کشتی متوجه قایق نمی‌شود و به راه خود ادامه می‌دهد.
- ۱۸ ژانویه: هوبارت سکان دار کشتی بعد از این که مشخص می‌شود مقداری مواد غذایی را از دیگران مخفی کرده است، خودکشی می‌کند. جسد وی توسط تعدادی از ملوانان و مهندس فالستن خورده می‌شود. بقیه مسافرین از این کار امتناع می‌کنند.
- ۱۹ یا ۲۰ ژانویه: شب هنگام باقی‌مانده جسد هوبارت (به احتمال زیاد توسط آندره) به دریا انداخته می‌شود.
- ۲۲ ژانویه: بر اثر جنون ناگهانی، جینزتروپ خودش را به دریا پرت می‌کند و توسط کوسه‌های اطراف قایق خورده می‌شود.
- ۲۵ ژانویه: بعد از قرعه کشی، آقای لوترنر به عنوان فردی که باید توسط دیگران خورده شود مشخص شد.
- ۲۶ ژانویه: ساعت ده صبح، زمانی که ملوانان قصد داشتند آقای لوترنر را قربانی کنند درگیری پیش می‌آید که بر اثر درگیری، آقای کازالون از قایق به بیرون پرت می‌شود و تصادفاً متوجه می‌شود که آب شیرین و تازه است. دیگران آگاه می‌شوند قایق به دهانه رود آمازون وارد شده است و بدین ترتیب ۱۱ سرنشین کشتی شانسلور نجات می‌یابند.